# Dirayr Mardichian
Dirayr Mardichian (din botez Dikran Mardichian sau Mardigian) (n. 24 mai 1930, Beirut, Liban – d. 11 mai 2010, Sofia, Bulgaria) a fost un teolog și arhiepiscop armean, care a îndeplinit funcția de conducător (Arcinort) al Bisericii Armene Gregoriene din România (1960-2010).

## Biografie
Dirayr Mardichian s-a născut la 24 mai 1930 în orașul Beirut din Liban, în familia lui Hagop și Arșaluis Mardichian, primind la botez numele de Dikran. Părinții săi au avut trei băieți, Dikran fiind cel mai mic. A studiat la școlile Sahaghian și Apcarian din Beirut, apoi a devenit student la Seminarul Teologic „Sf. Agop” (Sărpoț Hakobianț Jarangavoraț) al Patriarhiei Armene din Ierusalim în perioada 1944-1947.
În anul 1947 a imigrat în Armenia, împreună cu părinții săi, și s-a stabilit la Erevan, capitala RSS Armene. În același an, s-a înscris la cursurile Institutului de Limbi Străine din Erevan, secția de limba engleză. A abandonat studiile la Institut după numai trei luni de frecvență și s-a înscris la Academia Teologică Kevorkian a Catolicosatului de la Ecimiadzin. În perioada studiilor sale la Ierusalim și Ecimiadzin, a fost un student care a excelat.  Este hirotonit ca diacon la 1 noiembrie 1951. A absolvit cursurile Seminarului în anul 1952 ca șef de promoție, susținând teza de absolvire cu tema: „Ideea Păcii în Literatura Armeană Bisericească Veche“. După absolvire, a fost numit ca secretar personal al Patriarhului Catolicos Kevork al VI-lea Ciorekgian.
A fost hirotonit apoi ca preot celibatar la 4 aprilie 1955 în Biserica "Sfânta Hripsime" din Vagharshapat de către episcopul Sahag Der Hovhannisian, și i s-a dat numele preoțesc de Dirayr. După hirotonire, a fost numit ca preot-paroh în Baku, capitala Azerbaidjanului și a activat și ca secretar al Consiliului Eparhial din acea țară.
În octombrie 1956, în Catedrala Patriarhală din Ecimiadzin, Vazken I, Catolicosul tuturor armenilor, l-a ridicat la rangul de arhimandrit (Vardapet). În paralel, și-a susținut teza de doctorat cu tema: “Rolul Bisericii Armene din Diaspora”. În anul 1957, după demisia Episcopului Eznig Aznavorian, este numit ca Vicar Primat al Episcopiei Armene din Azerbaidjan și din republicile aflate dincolo de Marea Caspică. În toamna anului 1958 este ales ca Primat al Episcopiei Armene din Azerbaidjan, activând în această poziție până în anul 1960.
În ciuda vârstei sale fragede, prima sa experiență spiritual-administrativă ca lider religios al armenilor din Azerbaidjan, Nagorno Karabah și Nahicevan a avut succes. Ritualul spiritual al vieții bisericești a fost complet reorganizat, numărul clericilor a sporit, în biserici au fost organizate coruri, iar numărul credincioșilor care mergeau la biserică s-a multiplicat datorită considerației Sheikh-Ul-Islam și Ministrului Afacerilor Religioase. În această perioadă, spiritul Bisericii Armene a înflorit în această regiune.

## Episcop armean
Din septembrie 1955, după alegerea episcopului Vazken Balgian ca Patriarh Suprem de Ecimiadzin și Catolicos al tuturor armenilor, Eparhia Armeană a României și Bulgariei a rămas fără conducător spiritual. În anul 1958, printr-o hotărâre a catolicosului Vazken I, tânărul primat al Bisericii Armene din Azerbeidjan a efectuat o vizită pastorală în această eparhie.
Peste doi ani, la 10 mai 1960, arhimandritul Dirayr Mardichian a fost ales ca Primat (Aracinort) al Eparhiei Armene din România și Bulgaria, alegerea sa fiind întărită prin Gontag-ul Catolicosal Nr. 173/1960. A sosit la București, la 10 iunie 1960, pentru a-și ocupa noul post. La momentul sosirii sale, numărul credincioșilor armeni era redus atât ca urmare a lungii perioade de vacanță a scaunului episcopal de la București, după alegerea lui Vazken Balgian ca patriarh suprem și catolicos, cât și a politicii ateiste dusă de regimul comunist. O serie de clădiri ale comunității armenești, printre care Casa de Cultură Armeană, clădirile episcopiei și ale școlii, fuseseră naționalizate.
La 29 noiembrie 1964, PS Dirair este hirotonit ca Episcop de către catolicosul Vazken I. Apoi, la 28 februarie 1980, a fost ridicat la rangul de arhiepiscop printr-o Enciclică Pontificală a aceluiași catolicos. Prin Decretul nr.7 din 17 ianuarie 1991, președintele României, Ion Iliescu, l-a recunoscut pe episcopul Tirair Martichian în funcția de arhiepiscop, șef al Eparhiei Armeano-Gregoriene din România (Arcinort).
Pe tot parcursul păstoririi sale, episcopul Dirair Mardichian a militat pentru păstrarea identității etnice și religioase a armenilor din România sau Bulgaria. "Nu numai aici, în București, școala, biblioteca și biserica sunt în același loc. Oriunde mergeți, în Europa, America…, biserica, școala și casa de cultură armeană sunt în același loc pentru că biserica, pentru noi, nu este numai loc de rugăciune. Pentru poporul armean, Biserica Armeană este patria spirituală. Nici un popor nu are secretul-bogăția asta. Dacă un francez nu merge la biserică rămâne francez. Dar armeanul care nu intră în biserică e pierdut", se confesa el în cartea "O viață sub semnul Crucii - IPS Dirayr Mardichian, în dialog cu Vartan Arachelian".
A murit în noaptea de 10 spre 11 mai 2010, pe când se afla în misiune episcopală la Sofia. Corpul său neînsuflețit a fost adus în România în noaptea de 13 mai, fiind depus la Catedrala Armeană "Sf. Arhangheli Mihail și Gavriil" din București.
Slujba de înmormântare a sa a fost oficiată la 16 mai 2010, în Catedrala Armenească „Sf. Mihail și Gavriil” din București, de către episcopul Nathan Hovhanessian (reprezentantul Sf. Scaun de la Ecimiadzin), arhiepiscopul Nurhan Manukian (vicar al Patriarhiei de Ierusalim), arhiepiscopul Kricoris Buniatian al Eparhiei Armene din Ucraina, arhimandritul dr. Zareh Baronian, preotul Ezras Bogdan (vicar eparhial al Episcopiei Armene din România), însoțiți de preoți din ambele eparhii. La această ceremonie funerară au participat reprezentanți diplomatici ai Republicii Armenia: Hamlet Gasparian (ambasador în România) și Serghei Manasarian (ambasador în Bulgaria), reprezentanți ai conducerii Uniunii Armenilor din România (printre care senatorul Varujan Vosganian și deputatul Varujan Pambuccian), precum și reprezentanți ai altor culte din România: Varlaam Ploieșteanul, episcop-vicar patriarhal, ca delegat al patriarhului Bisericii Ortodoxe Române, și Ioan Robu, arhiepiscop-mitropolit romano-catolic de București și președinte al Conferinței Episcopilor Catolici din România. A fost înmormântat cu onoruri militare în capela cimitirului armenesc din București lângă mormântul arhiepiscopului Husik Zohrabian, cel care a condus Biserica Armeană din România între anii 1920-1942.

## Distincții
Ca o recunoaștere a activității sale, Dirayr Mardichian a fost distins cu numeroase ordine și medalii, printre care menționăm următoarele:
- Ordinul “Astgh” (“Steaua") - octombrie 1964
- distincția Consiliului Mondial pentru Pace
- Ordinul Steaua Republicii Populare Romîne clasa a IV-a (1964) „pentru merite deosebite în opera de construire a socialismului, cu prilejul celei de a XX-a aniversări a eliberării patriei”[7]
- Ordinul Național „Serviciul Credincios” în grad de Mare Cruce - conferit prin Decretul nr. 223 din 9 iunie 2000 de către președintele României, Emil Constantinescu, "cu ocazia sărbătoririi a patru decenii de la întronizarea sa în scaunul Arhiepiscopiei Armene din București, pentru meritele personale în păstrarea și valorificarea bogatului patrimoniu al civilizației armene din țara noastră, dovadă a îndelungatei conviețuiri și a rodnicei colaborări dintre armeni și români, pentru spiritul său ecumenic, precum și pentru dragostea și devotamentul față de patria sa de adopție, România" [8]
- distincția de onoare "Sfântul Nerses Șnorhali" - acordată la 22 iunie 2004, cu prilejul împlinirii a 40 de ani de la hirotonirea sa ca episcop, de către catolicosul Karekin al II-lea, "pentru rodnica (...) slujire clericală decenală, pentru continua dragoste și loialitatea manifestată față de Sfântul Scaun de la Ecimiadzin" [9]

## Lucrări publicate
Arhiepiscopul Dirayr Mardichian este autorul unor articole despre comunitatea armeană din România și despre specificul liturghiei armene și anume: 
- "Cum a rezistat șase secole comunitatea armeană din România", în "Zatouk", Beirut, Liban, 1 iunie 1969 (în armeană);
- "The Romanian Whose Love for Armenology Led Him to Translate the Holy Liturgy", în "The Armenian Reporter", New York, 7 iunie 1973, împreună cu Mihai Rădulescu;
- "Conversation with Romanian Armenologist M. Rădulescu", în "The Armenian Reporter", New York, 3 aprilie 1975;
- O viață sub semnul Crucii - IPS Dirayr Mardichian, în dialog cu Vartan Arachelian (Ed. Ararat, București, 2000);
- Memorii despre Sanctitatea Sa Vasken I (2004).